# Andritz AG
Andritz AG (рус. Андритц) — австрийский международный машиностроительный концерн со штаб-квартирой в городе Грац.

## История
Компания основана в 1852 году и носит название одного из районов города Грац в Австрии.
В 1949 году Andritz начала сотрудничество со швейцарской Escher Wyss Group, изначально в секторе водных турбин.
В 1951 году компания приступила к производству машин для производства бумаги в сотрудничестве с Escher Wyss.
В 1960-х и 1970-х годах Andritz продолжала расти. Производственные цеха были расширены, приобретены новые машины, была усилена исследовательская деятельность и деятельность в сфере разработок. Электрохимическое и металлургическое оборудование были добавлены к производственной программе.
В 1987 году Andritz начал менять свое стратегическое направление, от того, чтобы быть лицензиатом других производителей оборудования, к тому чтобы стать ведущим международным поставщиком собственных высокотехнологичных производственных систем.
В 1990 году Andritz приобрела Sprout-Bauer, американскую компанию, которая поставляла оборудование для производства механической целлюлозы и корм животных. Приобретение ознаменовало начало политики расширения группы посредством приобретения.
В марте 2000 года компания приобрела 50 процентов акций в финской Ahlstrom Machinery Group, производитель химических целлюлозных деталей и других целлюлозных машин. В рамках договора о покупке, Andritz также получил вариант приобретения полного контроля над оборудованием Ahlstrom Machinery. Позже Ahlstrom Machinery был переименован в Andritz-Ahlstrom и стал частью целлюлозного и бумажного отделения Andritz.
В 2001 году компания вышла на Венскую фондовую биржу. Были размещены два миллиона акций от национальных и международных инвесторов.
В 2006 году с приобретением компании VA TECH HYDRO, Andritz стал глобальным ведущим поставщиком электромеханического оборудования для гидроэнергетических заводов.
Компания имеет дочернюю инжиниринговую компанию в пригороде Пуэнт-Клер (Канада) в области обслуживания гидротурбин и насосов.
В 2013 году компания сделала свое наибольшее приобретение — завод Schuler GmbH (Германия) — ведущая компания в сфере металоформации.
В первом полугодии 2017 года объём заказов являлся до 2,77 млрд евро.
В 2018 году компания получила заказ от Вьетнама на строительство гидроузла Pac Ma Hydropower на сумму 40 миллионов евро. В этом же году Andritz приобрела Diatec.
В 2019 году компания получила контракт для целлюлозной промышленности на миллион евро.
На целлюлозно-бумажных комбинатах Pulp Mill Holding в России установлено оборудование Andritz AG.
Компания разрабатывает и производит машиностроительное оборудование для целлюлозно-бумажной промышленности, гидроэнергетики, для сталеобрабатывающей промышленности, сепарации и биотоплива. Сегмент производимого оборудования покрывает полный спектр технологий, продуктов и услуг для механического и термического разделения смесей на жидкое/твердое для нефтяной отрасли, переработки нефтешламов, очистки буровых растворов, а также горной отрасли, обогащения руд, химической и нефтехимической промышленности, металлургической отрасли, пищевой промышленности и водоочистных сооружений. Партнёром компании является Siemens.